# Черно-червен гверек на госпожа Уолдрън
Черно-червените гвереци на госпожа Уолдрън (Piliocolobus badius waldronae) са подвид черно-червени гевреци – средноголеми бозайници от семейство Коткоподобни маймуни (Cercopithecidae).

## Разпространение и местообитание
Подвидът не е пряко наблюдаван от 1978 година и през 2000 година е обявен за изчезнал, но по-нови косвени данни говорят за наличие на малка популация на границата между Кот д'Ивоар и Гана. Черно-червените гвереци на госпожа Уолдрън живеят във влажните тропични гори, като обикновено образуват групи от 20 и повече родствени индивиди.